# Arm kleintje
Arm kleintje is een hoorspel van Jeannine Raylambert. Pauvre petite chérie werd op 22 juli 1969 door de Radio Télévision Française  uitgezonden. Rob Geraerds bewerkte het en de TROS zond het uit op zaterdag 6 april 1974, van 21:15 tot 21:55 uur (met een herhaling op woensdag 3 augustus 1977). De regisseur was Harry Bronk.

## Rolbezetting
- Barbara Hoffman (Claire)
- André van den Heuvel (Alain)
- IJda Andrea (Florence)

## Inhoud
Ze is totaal gedeprimeerd, het arme kleintje!... Ze heeft stommiteiten begaan zonder het te weten en ze herinnert ze zich zelfs niet meer. Gelukkig heeft ze een attente echtgenoot die haar in een luxe-ziekenhuis laat verzorgen door de grootste specialisten, in wie ze alle vertrouwen stelt. Ze gedraagt zich als een gedweeë zieke en is haar man erkentelijk voor alle offers die hij zich voor haar getroost - de brave man ! Het ziekenhuis is een paradijsje : mooie grote kamer met uitzicht op een park, uitstekende voeding, toegewijd personeel en constant toezicht. Maar het arme kleintje zal, volgepropt met nutteloze medicamenten, in haar eentje de weg naar haar genezing moeten vinden…